# Holenîșceve, Letîciv
Holenîșceve (în ucraineană Голенищеве) este localitatea de reședință a comunei Holenîșceve din raionul Letîciv, regiunea Hmelnîțkîi, Ucraina.

## Demografie
Componența lingvistică a localității Holenîșceve
     Ucraineană (99,45%)
     Alte limbi (0,55%)
Conform recensământului din 2001, majoritatea populației localității Holenîșceve era vorbitoare de ucraineană (99,45%), existând în minoritate și vorbitori de alte limbi.